# Dufourea chlora
Dufourea chlora är en biart som beskrevs av Wu 1990. Dufourea chlora ingår i släktet solbin, och familjen vägbin. Inga underarter finns listade i Catalogue of Life.